# Velîki Jerebkî, Volociîsk
Velîki Jerebkî (în ucraineană Великі Жеребки) este un sat în comuna Popivți din raionul Volociîsk, regiunea Hmelnîțkîi, Ucraina.

## Demografie
Componența lingvistică a localității Velîki Jerebkî
     Ucraineană (98,28%)
     Rusă (1,72%)
Conform recensământului din 2001, majoritatea populației localității Velîki Jerebkî era vorbitoare de ucraineană (98,28%), existând în minoritate și vorbitori de rusă (1,72%).